# Pulau Rani
Pulau Rani är en ö i Indonesien.   Den ligger i provinsen Papua, i den östra delen av landet, 3 200 km öster om huvudstaden Jakarta. Arean är 3,4 kvadratkilometer.
Terrängen på Pulau Rani är platt. Öns högsta punkt är 48 meter över havet. Den sträcker sig 3,8 kilometer i nord-sydlig riktning, och 2,3 kilometer i öst-västlig riktning.